# Sankt Lorenzen bei Scheifling
Sankt Lorenzen bei Scheifling är en ort i kommunen Scheifling i distriktet Murau i förbundslandet Steiermark i Österrike. Sankt Lorenzen bei Scheifling var tidigare en självständig kommun, men blev den 1 januari 2015 en del av kommunen Scheifling.